# دانيال بي ماثيوز
دانيال بي ماثيوز (بالإنجليزية: Daniel P. Matthews)‏ هو عسكري أمريكي، ولد في 31 ديسمبر 1931 في فان نويس في الولايات المتحدة، وتوفي في 28 مارس 1953 في كوريا في ممالك كوريا الثلاث.